# Đấu giá ngược

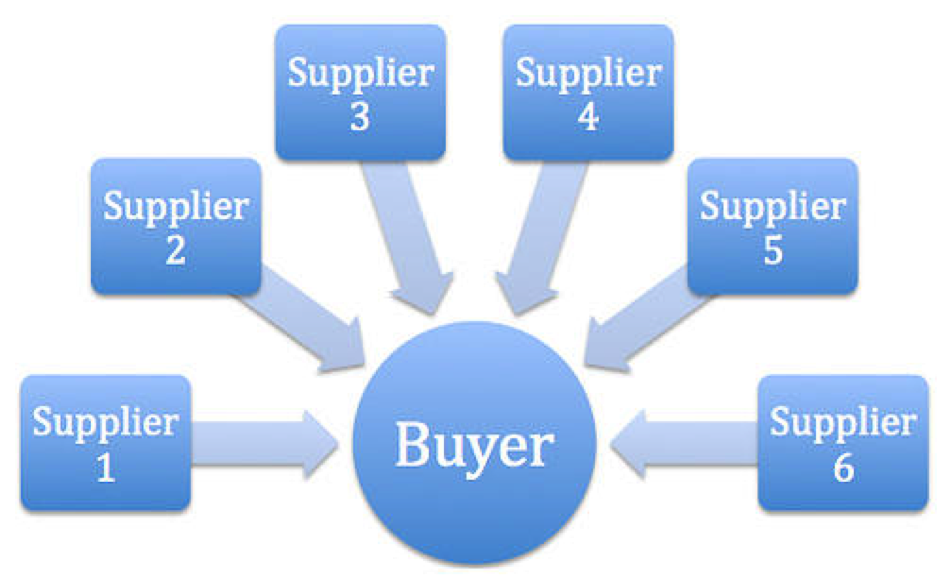

Đấu giá ngược (còn được gọi là đấu giá do người mua xác định hoặc đấu giá mua) là một loại đấu giá trong đó vai trò truyền thống của người mua và người bán được đảo ngược. Do vậy, có một người mua và nhiều người bán tiềm năng.

## Đặc trưng
Trong một cuộc đấu giá thông thường còn được gọi là đấu giá kỳ hạn, người mua cạnh tranh để có được hàng hóa hoặc dịch vụ bằng cách đưa ra mức giá ngày càng cao. Ngược lại, trong một cuộc đấu giá ngược, người bán cạnh tranh để giành được công việc kinh doanh từ người mua và giá thường sẽ giảm khi người bán định giá thấp hơn nhau.
Đấu giá ngược tương tự như đấu giá, giá thầu duy nhất vì nguyên tắc cơ bản vẫn giữ nguyên; tuy nhiên, một phiên đấu giá giá thầu duy nhất tuân theo định dạng đấu giá truyền thống chặt chẽ hơn vì mỗi giá thầu được giữ bí mật và một người chiến thắng rõ ràng được xác định sau khi phiên đấu giá kết thúc.
- Đối với đấu giá doanh nghiệp, thuật ngữ này đề cập đến một loại quy trình đấu giá cụ thể (còn được gọi là đấu giá điện tử, sự kiện tìm nguồn cung ứng, tìm nguồn cung ứng điện tử hoặc eRA, eRFP, e-RFO, mua sắm điện tử, đấu giá B2B). Quy trình Thu mua mở (Open Procurement), là một hình thức đấu giá ngược, đã được sử dụng phổ biến trong hoạt động thu mua của chính phủ và khu vực tư nhân ở nhiều quốc gia trong nhiều thập kỷ.
- Đối với đấu giá tiêu dùng, thuật ngữ này thường được dùng để chỉ các quy trình bán hàng có chung một số đặc điểm với đấu giá, nhưng không nhất thiết phải là đấu giá theo nghĩa truyền thống.

## Bối cảnh ứng dụng
Một ví dụ phổ biến của đấu giá ngược là ở nhiều quốc gia, quy trình thu mua trong khu vực công. Các chính phủ thường mua hàng hóa hoặc dịch vụ thông qua một quá trình thu mua mở bằng cách phát hành đấu thầu công khai. Việc sắp xếp thu mua công cho các dự án lớn hoặc chương trình dịch vụ thường khá phức tạp, thường liên quan đến hàng chục hoạt động thu mua riêng lẻ.
Một ứng dụng phổ biến khác của đấu giá ngược là đối với mua sắm điện tử (E-procurement), một chiến lược mua hàng được sử dụng để tìm nguồn cung ứng chiến lược và các hoạt động quản lý cung ứng khác. Các thỏa thuận mua sắm điện tử cho phép các nhà cung cấp cạnh tranh trực tuyến trong thời gian thực và đang thay đổi cách thức các công ty và tập đoàn của họ lựa chọn và cư xử với các nhà cung cấp của chính họ trên toàn thế giới. 
Nó có thể giúp cải thiện hiệu quả của quá trình tìm nguồn cung ứng và tạo điều kiện tiếp cận với các nhà cung cấp mới. Điều này trong tương lai có thể dẫn đến tiêu chuẩn hóa các thủ tục tìm nguồn cung ứng, giảm chu kỳ đặt hàng, có thể cho phép các doanh nghiệp giảm giá và nói chung là cung cấp mức độ dịch vụ cao hơn. 
- Trong một cuộc đấu giá truyền thống, người bán đưa ra một mặt hàng để bán. Người mua tiềm năng sau đó có thể tự do đấu giá mặt hàng cho đến khi hết khoảng thời gian. Người mua có mức đề nghị cao nhất giành được quyền mua mặt hàng với mức giá được xác định vào cuối cuộc đấu giá.
- Đấu giá ngược khác biệt ở chỗ một người mua đưa ra một hợp đồng để đấu giá. (Trong một thỏa thuận mua sắm điện tử (E-procurement), điều này được thực hiện bằng cách sử dụng phần mềm chuyên dụng hoặc thông qua thị trường trực tuyến). Nhiều người bán được mời chào giá trên hợp đồng.[2]

### Mua sắm điện tử (E-procurement)
Trong trường hợp mua sắm điện tử, khi cho phép đấu thầu điện tử theo thời gian thực, giá sẽ giảm do người bán cạnh tranh để đưa ra giá thầu thấp hơn đối thủ trong khi vẫn đáp ứng tất cả các thông số kỹ thuật của hợp đồng ban đầu.
Đấu thầu được thực hiện trong thời gian thực qua Internet dẫn đến một quá trình năng động, cạnh tranh. Điều này giúp đạt được áp lực giá xuống nhanh chóng mà thông thường không thể đạt được bằng cách sử dụng quy trình đấu thầu dựa trên giấy tĩnh truyền thống. Nhiều công ty hoặc nhà cung cấp dịch vụ phần mềm đấu giá ngược, báo cáo mức giảm giá trung bình từ 18-20% sau khi kết thúc phiên đấu giá ban đầu. 
Người mua có thể trao hợp đồng cho người bán đặt giá thấp nhất. Hoặc người mua có thể trao hợp đồng cho các nhà cung cấp đặt giá cao hơn tùy thuộc vào nhu cầu cụ thể của người mua về chất lượng, thời gian thực hiện, công suất hoặc các khả năng gia tăng giá trị khác.
Việc sử dụng phần mềm tối ưu hóa đã trở nên phổ biến kể từ năm 2002 để giúp người mua xác định nhà cung cấp nào có khả năng cung cấp giá trị tốt nhất trong việc cung cấp hàng hóa hoặc dịch vụ. Phần mềm bao gồm dữ liệu kinh doanh của người mua và người bán có liên quan, bao gồm cả các ràng buộc. 
Đấu giá ngược được sử dụng để thực hiện các hợp đồng giá trị lớn và nhỏ cho cả khu vực công và các tổ chức thương mại tư nhân. Ngoài các mặt hàng theo truyền thống được coi là hàng hóa, đấu giá ngược cũng được sử dụng để tìm nguồn hàng hóa và dịch vụ do người mua thiết kế; và chúng thậm chí đã được sử dụng để tạo nguồn cho các nhà cung cấp đấu giá ngược. Lần đầu tiên điều này xảy ra là vào tháng 8 năm 2001, khi America West Airlines (sau này trở thành US Airways) sử dụng phần mềm FreeMarkets và trao hợp đồng cho MaterialNet. 
Một hình thức đấu giá ngược là đấu giá tĩnh (RFQ hay Đấu thầu). Đấu giá tĩnh thay thế cho đấu giá động và quy trình thương lượng thường xuyên trong thương mại, đặc biệt là trên thị trường điện tử B2B.
Năm 2003, các nhà nghiên cứu tuyên bố trung bình 5% tổng chi tiêu của công ty được lấy từ đấu giá ngược. Chúng được cho là phù hợp và phù hợp hơn trong các ngành và lĩnh vực như quảng cáo, linh kiện ô tô, hóa chất số lượng lớn, đồ tiêu dùng, máy tính và thiết bị ngoại vi, sản xuất theo hợp đồng, dịch vụ chuyển phát nhanh, FMCG, chăm sóc sức khỏe, khách sạn, bảo hiểm, cho thuê, hậu cần, vận chuyển hàng hải, MRO, bán lẻ, cấp phép phần mềm, dệt may, du lịch, vận tải và kho bãi.

## Lịch sử đấu giá ngược trên Internet

### Đấu giá ngược mua sắm điện tử (B2B)
Công ty tiên phong về đấu giá ngược mua sắm điện tử trực tuyến ở Hoa Kỳ, FreeMarkets, được thành lập vào năm 1995 bởi cựu cố vấn McKinsey & Company và giám đốc điều hành của General Electric, Glen Meakem sau khi ông không tìm được sự ủng hộ nội bộ cho ý tưởng về một bộ phận đấu giá ngược tại General Electric.  
Meakem đã thuê đồng nghiệp của McKinsey, Sam Kinney, người đã phát triển phần lớn tài sản trí tuệ đằng sau FreeMarkets. Có trụ sở chính tại Pittsburgh. FreeMarkets đã xây dựng các nhóm " nhà tạo lập thị trường " và " nhà quản lý hàng hóa " để quản lý quá trình điều hành quy trình đấu thầu trực tuyến và thiết lập các hoạt động thị trường để quản lý các cuộc đấu giá trên cơ sở toàn cầu. 
Sự tăng trưởng của công ty được hỗ trợ rất nhiều bởi sự thổi phồng của kỷ nguyên bùng nổ dot-com. Một số khách hàng của FreeMarkets bao gồm: BP, United Technologies, Visteon, Heinz, Phelps Dodge, ExxonMobil và Royal Dutch Shell. Hàng chục nhà cung cấp dịch vụ đấu giá ngược mới thành lập và các công ty đã thành lập như General Motors (một khách hàng đầu tiên của FreeMarkets) và SAP, đã vội vã tham gia không gian thị trường đấu giá ngược.  
Mặc dù FreeMarkets đã sống sót sau thời kỳ bùng nổ dot-com, vào đầu những năm 2000, rõ ràng mô hình kinh doanh của nó thực sự giống như một công ty tư vấn nền kinh tế cũ với một số phần mềm độc quyền phức tạp. Đấu giá ngược trực tuyến bắt đầu trở thành xu hướng chủ đạo và mức giá mà FreeMarkets chỉ định cho các dịch vụ của mình đã giảm đáng kể. Điều này dẫn đến sự hợp nhất của thị trường dịch vụ đấu giá ngược. Vào tháng 1 năm 2004, Ariba thông báo mua FreeMarkets với giá 493 triệu đô la Mỹ. 

### Đấu giá ngược trên thiết bị di động (B2C)
Trong vài năm qua, đấu giá ngược trên thiết bị di động đã phát triển. Không giống như đấu giá ngược giữa doanh nghiệp với doanh nghiệp (B2B), đấu giá ngược trên thiết bị di động là giữa doanh nghiệp với người tiêu dùng (B2C) và cho phép người tiêu dùng đặt giá thầu sản phẩm với số tiền nhỏ. Giá thầu duy nhất thấp nhất sẽ thắng.   
Các cuộc đấu giá giữa doanh nghiệp với người tiêu dùng gần đây đã bắt đầu phát triển; chúng giống với các phiên đấu giá giữa doanh nghiệp với doanh nghiệp ban đầu hơn là đấu giá ngược trên thiết bị di động ở chỗ chúng cung cấp cho người tiêu dùng tùy chọn đặt một thông số kỹ thuật trước các nhà bán lẻ hoặc người bán lại và cho phép họ đấu giá công khai cho doanh nghiệp của mình.
Trong lời khai trước quốc hội về gói lập pháp được đề xuất năm 2008 sử dụng quỹ liên bang để mua các tài sản độc hại từ các công ty tài chính gặp khó khăn, Chủ tịch Cục Dự trữ Liên bang Ben Bernanke đề xuất rằng một cuộc đấu giá ngược có thể được sử dụng để định giá tài sản. Năm 2004, Văn phòng Chính sách Thu mua Liên bang (OFPP) của Nhà Trắng đã ban hành một bản ghi nhớ khuyến khích tăng cường sử dụng các công cụ thu mua trực tuyến có sẵn trên thị trường, bao gồm cả đấu giá ngược. Năm 2005, cả Văn phòng giải trình của Chính phủ và Tòa án Liên bang đều ủng hộ tính hợp pháp của việc cơ quan liên bang sử dụng đấu giá ngược trực tuyến. Năm 2008, OFPP đã ban hành một bản ghi nhớ trên toàn chính phủ khuyến khích các cơ quan cải tiến và tăng cường thu mua cạnh tranh và bao gồm các ví dụ cụ thể về các phương pháp cạnh tranh tốt nhất, bao gồm cả đấu giá ngược. Năm 2010, Văn phòng Quản lý và Ngân sách của Nhà Trắng trích dẫn " tiếp tục thực hiện các phương pháp thu mua sáng tạo, chẳng hạn như sử dụng đấu giá ngược điện tử dựa trên web " là một trong những cải cách hợp đồng giúp các cơ quan đạt được mục tiêu tiết kiệm mua lại.

## Thuật ngữ
Một hình thức đấu giá thu mua phổ biến được gọi là đấu giá tính điểm. Trong hình thức đấu giá đó, số điểm mà người mua cung cấp cho mỗi người đặt giá thầu phụ thuộc vào các thuộc tính được xác định rõ ràng của phiếu mua hàng và người đặt giá thầu. Chức năng tính điểm này được xây dựng và công bố trước khi bắt đầu cuộc đấu giá. 
Phổ biến hơn, nhiều cuộc đấu giá thu mua là đấu giá “người mua xác định” trong đó người mua có quyền chọn người chiến thắng trên bất kỳ cơ sở nào sau khi kết thúc cuộc đấu giá. Tài liệu về các cuộc đấu giá do người mua xác định thường mang tính chất kinh nghiệm và liên quan đến việc xác định chức năng chấm điểm ngầm định không báo trước mà người mua sử dụng. Điều này thường được thực hiện thông qua một mô hình lựa chọn rời rạc, trong đó nhà kinh tế lượng sử dụng các thuộc tính quan sát được, bao gồm giá cả và ánh xạ chúng với xác suất được chọn là người chiến thắng. Điều này cho phép nhà kinh tế lượng xác định trọng số trên mỗi thuộc tính. Về mặt khái niệm và lý thuyết, ảnh hưởng của loại hình này đối với mối quan hệ người mua - nhà cung cấp là điều tối quan trọng.
Về mặt lý thuyết, những yếu tố xác định: trong trường hợp nào người mua sẽ thích định dạng này, đã được khám phá. 

## Đấu giá Demsetz
Đấu giá Demsetz là một hệ thống trao hợp đồng độc quyền cho đại lý đặt giá thầu thấp nhất được đặt theo tên của Harold Demsetz. Điều này đôi khi được gọi là " cạnh tranh về lĩnh vực này ". Nó trái ngược với " cạnh tranh trong lĩnh vực ", đòi hỏi hai hoặc nhiều đại lý được chấp thuận hợp đồng, đồng thời cung cấp hàng hóa hoặc dịch vụ một cách cạnh tranh. Martin Ricketts viết rằng " trong các điều kiện cạnh tranh, giá dự thầu sẽ giảm cho đến khi chúng chỉ cho phép các công ty đạt được lợi tức vốn bình thường ". Nhược điểm của đấu giá Demsetz bao gồm thực tế là toàn bộ rủi ro liên quan đến mời thầu thất bại do một đại lý chịu. Và người thắng thầu, sau khi chốt hợp đồng, có thể tích lũy bí quyết không thể chuyển nhượng mà sau đó có thể được sử dụng để gia tăng lợi thế trong gia hạn hợp đồng.	Các cuộc đấu giá Demsetz thường được sử dụng để trao các hợp đồng đối tác công tư xây dựng đường cao tốc.

## Đấu giáquang phổ
Tại Hoa Kỳ, Ủy ban Truyền thông Liên bang đã tạo ra cuộc đấu giá FCC 1001 như một cuộc đấu giá ngược để lấy lại phần lớn băng tần 600MHz từ việc phát sóng truyền hình. Các đài truyền hình còn lại sau đó sẽ được đóng gói lại trên các kênh truyền hình UHF thấp hơn và thậm chí là VHF. Sau phiên đấu giá ngược vào tháng 6 năm 2016, một phiên đấu giá quang phổ tiếp theo (đấu giá FCC 1002) cũng được tổ chức, với hầu hết các nhà cung cấp dịch vụ điện thoại di động là người mua.

## Đấu giá ngược ở Hà Lan và Nhật Bản

#### Ở Hà Lan
Trong khi Đấu giá Hà Lan truyền thống bắt đầu với giá thầu cao sau đó sẽ giảm xuống, đấu giá Hà Lan ngược lại hoạt động theo cách ngược lại vì nó bắt đầu ở mức giá thấp và sau đó tăng dần theo thời gian. Nó chứa danh sách các mặt hàng mà người mua muốn mua và giá sẽ tăng sau những khoảng thời gian cố định cho đến khi đạt được mức giá đặt trước. Trước khi đạt đến giá đặt trước, nếu nhà cung cấp đặt giá thầu cho mặt hàng, thì mặt hàng đó sẽ được phân bổ cho nhà cung cấp và mặt hàng đó sẽ đóng thầu. 
Trong phiên đấu giá này, người mua chỉ định giá khởi điểm, giá cả thay đổi giá trị, khoảng thời gian giữa các lần thay đổi giá và giá đặt trước. 
Phiên đấu giá mở ra với vật phẩm đầu tiên có giá khởi điểm được chỉ định và tăng theo giá cả thay đổi giá trị (số tiền hoặc tỷ lệ phần trăm) sau một khoảng thời gian cố định. Giá khởi điểm tiếp tục tăng cho đến khi bất kỳ nhà cung cấp nào đặt giá thầu hoặc giá khởi điểm đạt đến giá đặt trước. Sau khi kết thúc đấu thầu cho mặt hàng, nó sẽ tuần tự chuyển sang mặt hàng khác. 
Đấu giá kết thúc khi đấu thầu cho tất cả các mặt hàng hoàn thành. 

#### Ở Nhật Bản
Mặc dù lịch sử của đấu giá ngược Nhật Bản vẫn chưa được biết rõ, nhưng chúng được sử dụng rộng rãi trong thế giới buôn bán giữa doanh nghiệp với doanh nghiệp như một hình thức thương lượng chi phí. 
Đấu giá Nhật Bản là nơi người chủ trì cuộc đấu giá đưa ra giá mở đầu và người tham gia phải chấp nhận mức giá đó hoặc rút khỏi cuộc đấu giá. Sự chấp nhận chỉ ra rằng người tham gia đã sẵn sàng cung cấp ở mức giá đã nêu. Khi tất cả những người tham gia phản hồi với một mức giá nhất định, phần mềm sẽ giảm mức giá xuống một mức định trước và một lần nữa yêu cầu người tham gia chấp nhận hoặc từ chối ở mức giá mới. 
Loại đấu giá này tiếp tục cho đến khi không còn người tham gia đấu giá nữa. 

#### So sánh đấu giá ngược của Nhật Bản và Hà Lan
Sự khác biệt chính giữa đấu giá ngược của Nhật Bản và Hà Lan là đặt các nhà cung cấp vào hai vị trí khác nhau. Trong khi ở Hà Lan, các nhà cung cấp đấu giá ngược của Hà Lan chọn tham gia ở mức giá dự định và do đó kết thúc cuộc đấu giá ngay lập tức. Ngược lại, các nhà cung cấp đấu giá ngược của Nhật Bản chọn không tham gia một thị trường nhất định ở mức giá dự định của họ. 
Lợi ích của đấu giá ngược Nhật Bản dựa trên thực tế là tổ chức mua có tính minh bạch cao hơn đối với thị trường thực tế. Về phương diện này, loại hình đấu giá Nhật Bản phản ánh gần gũi hơn hình thức đấu giá ngược truyền thống bằng cách cung cấp khả năng hiển thị tốt hơn cho đề nghị thấp nhất của mỗi người tham gia. 
Nhưng trái ngược với hình thức đấu giá của Hà Lan, các cuộc đấu giá của Nhật Bản không áp đặt điều mà một người dùng đấu giá ở Hà Lan mô tả là " áp lực tâm lý tối đa " đối với cơ sở cung cấp và đặc biệt là đối với các nhà cung cấp đương nhiệm. Điều này có thể đưa người mua vào một vị trí tốt hơn với khả năng kiếm được nhiều hơn những gì anh có thể dựa trên thị trường. 

## Chiến lược trong đấu giá ngược
Trước hết, các nhà cung cấp nên xác định mức giá thấp nhất mà họ sẵn sàng bán sản phẩm của mình. Để làm điều này một cách hiệu quả, họ phải có khả năng tính toán chi phí cận biên thực sự của mình và xác định chi phí và lợi ích của các cuộc đấu giá thêm. Tuy nhiên, điều đó không có nghĩa là chiến lược tốt nhất là đặt giá thầu ở mức thấp nhất. Trong việc phân tích chi phí và lợi ích ngoài đấu giá, họ nên xem xét các lĩnh vực mà việc thắng hoặc thua có thể tạo ra lợi ích bất ngờ hoặc chi phí tránh được. Một số ví dụ bao gồm:
- Việc thắng hay thua sẽ thay đổi chiết khấu, giảm giá và ưu đãi theo khối lượng của họ với các nhà cung cấp chính.
- Thua cuộc đòi hỏi phải sa thải nhân sự với các chi phí chấm dứt liên quan.
- Chiến thắng mở ra một tài khoản mới không đắt hơn thuê một đội ngũ kinh doanh.

Dựa trên phân tích này, nhà cung cấp nên chọn mục tiêu của mình cho cuộc đấu giá. Mục tiêu rõ ràng là giành chiến thắng trong cuộc đấu giá với giá có lãi. Tuy nhiên, đó không phải lúc nào cũng là mục tiêu tốt nhất. Bởi vì các lý do được đề cập ở trên, nhà cung cấp có thể chọn những cơ sở sau làm mục tiêu:
- Đứng thứ hai (hoặc thứ ba) trong khi vẫn giữ giá cao.
- Đứng thứ hai trong khi đẩy giá xuống mức không có lợi cho người chiến thắng.
- Đặt giá thầu xuống một mức giá nhất định và dừng lại, bất kể vị trí chiến thắng và khả năng sinh lời.

Sau sự chuẩn bị này, nhà cung cấp nên cố gắng đạt được mục tiêu của mình trong các giao thức đấu giá cụ thể và các đặc điểm của giao diện đấu giá. Các đặc điểm quan trọng khác nhau giữa các cuộc đấu giá là khả năng nhìn thấy giá thầu thấp hiện tại và biết vị trí tương đối hiện tại của chúng.